# D.C. 유나이티드
D.C. 유나이티드(영어: D.C. United)는 메이저 리그 사커에 소속된 미국의 프로 축구 구단이다. 워싱턴 D.C.를 연고지로 하고 있으며 아우디 필드를 경기장으로 사용하고 있다.

## 역사
1994년도에 창단하였으며 메이저 리그 사커의 원년 구단이다.
MLS 컵 우승 4번, 라마헌트 US 오픈컵 우승 2번 등을 했다. 또한 DC 유나이티드는 코파 인테라메리카나에서 우승한 최초의 미국 프로축구 클럽이기도 하다.
2007년 MLS 서포터즈 실드 우승, 2008년에는 라마 헌트 US 오픈 컵 우승을 차지하여 2008-09, 2009-10 CONCACAF 챔피언스리그에 진출하였는데, 2008-09 시즌에는 1번 비기고 5번 져서 A조에서 4위를 기록하였고, 2009-10 시즌에는 CD 루이스 앙헬 피르포와 홈에서 1-1로 비기고 원정에서도 1-1로 비겼으나 승부차기에서 이겨 B조에 진출하였으나 6전 3승 1무 2패로 B조 3위를 기록하였다.
2010년에는 리그 16위로 최악의 성적을 기록하였다.

## 우승 기록
- CONCACAF 챔피언스리그 (1회): 1998
- MLS컵 (4회): 1996, 1997, 1999, 2004
- US 오픈컵 (3회): 1996, 2008, 2013
- 코파 인테라메리카나 (1회): 1998
- MLS 서포터스 실드: (4회) 1997, 1999, 2006, 2007

## 선수단

### 현재 소속 선수 명단
참고: FIFA 자격 규정에 따라 소속된 국가대표팀 국기를 표시합니다. 선수는 복수의 FIFA 비회원국 국적을 가지고 있을 수 있습니다.
| 번호 | 포지션 | 국적     | 이름              |
| ---- | ------ | -------- | ----------------- |
| 4    | MF     |          | 마티 펠톨라       |
| 7    | DF     | 포르투갈 | 페드루 산토스     |
| 10   | MF     |          | 가브리엘 피라니   |
| 11   | FW     | 콜롬비아 | 크리스티안 다호메 |
| 14   | MF     |          | 마르틴 로드리게스 |
| 20   | FW     |          | 크리스티앙 벤테케 |
| 22   | DF     | 과테말라 | 아론 헤레라       |
| 43   | MF     |          | 마테우스 클리츠   |

| 번호 | 포지션 | 국적 | 이름              |
| ---- | ------ | ---- | ----------------- |
| 97   | DF     |      | 크리스토퍼 맥베이 |

## 역대 감독
| 감독           | 임기      |
| -------------- | --------- |
| 브루스 어리나  | 1996~1998 |
| 벤 올슨 (대행) | 2010~2020 |
| 벤 올슨        | 2020      |
| 에르난 로사다  | 2021~2022 |
| 웨인 루니      | 2022~2023 |
| 트로이 러사인  | 2023~     |

## 홈경기장
| 경기장       | 사용기간      | 장소        | 팀명            | 비고 |
| ------------ | ------------- | ----------- | --------------- | ---- |
| RFK 스타디움 | 1996년~2017년 | 워싱턴 D.C. | D.C. 유나이티드 | 빈칸 |
| 아우디 필드  | 2018년~현재   | 워싱턴 D.C. | D.C. 유나이티드 | 빈칸 |

## 유나이티드 사커 리그제휴팀
- 리치먼드 키커스 (리치먼드, 버지니아)